# Światonia
Światonia ( pronunciación en polaco: /ɕfjaˈtɔɲa/) es un pueblo ubicado en el distrito administrativo de Gmina Wartkowice, dentro del condado de Poddębice, Voivodato de Łódź, en el centro de Polonia. Se encuentra a unos 7 kilómetros al oeste de Wartkowice, a 10 kilómetros al norte de Poddębice, y a 44 kilómetros al noroeste de la capital regional Łódź.